# Torpshammars kyrka
Torpshammars kyrka en kyrkobyggnad som tillhör Torps församling i Härnösands stift. Kyrkan ligger i samhället Torpshammar i Ånge kommun. Vid södra sidan ligger älven Ljungan och vid norra sidan ligger järnvägen.

## Kyrkobyggnaden
Kyrkan uppfördes 1937 av byggmästare Eric Olsson efter ritningar av David Frykman och invigdes 1938. En kyrkogård fanns på orten redan 1914. En fristående klockstapel är uppförd 1915 intill ett gravkapell.
Kyrkan har en stomme av tegel och vilar på en grund av granit. Byggnaden har ett valmat skiffertak med en spetsig takryttare.
I kyrkorummet finns en altartavla målad av Erik Stenholm.
Utmed kyrkogårdens gräns mot vägen finns ett järnstaket i konstsmide. Staketet är tillverkat av smeden Birger Vestin från Ede och har figurer som symboliserar bibliska händelser.

## Orgel
Den nuvarande orgeln byggdes 1955 av A Mårtenssons Orgelfabrik AB, Lund. Orgeln är elektropneumatisk och har registerkancellådor. Tonomfånget är på 56/30.
| Huvudverk I     | Svällverk II      | Pedal        | Koppel |
| Principal 8´    | Salicional 8´     | Subbas 16´   | I/P    |
| Gedackt 8'      | Rörflöjt 8'       | Oktavbas 8'  | II/P   |
| Oktava 4'       | Principal 4'      | Gedackt 8'   | II/I   |
| Kvinta 2 2/3'   | Nasard 2 2/3'     | Nachthorn 4' |        |
| Oktava 2'       | Waldflöjt 2'      |              |        |
| Mixtur V 1 1/3' | Terscymbel III    |              |        |
| Corno 8'        | Krumhorn 8'       |              |        |
|                 | Tremulant         |              |        |
|                 | Crescendosvällare |              |        |